# Залізничне (Генічеський район)
Залізни́чне — селище в Україні, у Генічеській міській громаді Генічеського району Херсонської області, підпорядковане Чонгарській сільській раді. Населення становить 13 осіб (2013), налічується 2 двори.
Виникло у 1874 році як селище при залізничній станції (нині зупинний пункт) Чонгар під час будівництва Лозово-Севастопольської залізниці. Згодом біля станції на вільних землях стали оселятися переселенці з усієї України. У 1960-ті роки селище Чонгар було перейменоване на Залізничне.

## Географія
Селище розташоване у південній частині півострова Чонгар.
Відстань від села до центральної садиби села Чонгара — 1 км. Проте дороги із Залізничного до Чонгара немає: до селища ведуть лише стежки із Чонгара та Атамані.
У Залізничному розташований зупинний пункт Чонгар на залізниці Новоолексіївка—Джанкой, на якому зупиняються електропоїзди маршруту Запоріжжя —  Новоолексіївка — Сиваш.
Сусідні населені пункти:

## Історія
Залізничне виникло як селище при станції Чонгар у 1874 році, коли було прокладено Лозово-Севастопольську залізницю. Тоді ж завдяки залізничному сполученню на вільні землі почали переїжджати переселенці з усієї України. Першим поселенцем на території нинішнього Залізничного був Василь Цапенко з Чернігівщини, який збудував землянку біля станції Чонгар, став обхідником колій та завів худобу.
У роки Голодомору 1932–1933 років померли 2 мешканці Залізничного (станції Чонгар).
Станом на 1946 рік селище носило назву Чонгар, у 1960-ті було перейменоване на селище Залізничне.
12 червня 2020 року, відповідно до Розпорядження Кабінету Міністрів України № 726-р «Про визначення адміністративних центрів та затвердження територій територіальних громад Херсонської області», увійшло до складу Генічеської міської громади.
17 липня 2020 року, в результаті адміністративно-територіальної реформи та ліквідації  колишнього Генічеського району увійшло до складу новоутвореного Генічеського району.
24 лютого 2022 року село тимчасово окуповане російськими військами під час російсько-української війни.

## Населення
За даними перепису 2001 року населення села становило 13 осіб, з них 69,23% зазначили рідною мову українську, 23,08% — російську, а 7,69% — болгарську.
Станом на 2013 рік населення села становило 13 осіб (у 2012 році в селі проживало 12 осіб). Структура жителів села за віком така:
- дітей дошкільного віку — нема;
- дітей шкільного віку — 1;
- громадян пенсійного віку — 3.

## Політика
Село входить до складу Чонгарської сільської ради (голова — Білецька Тетяна Олександрівна, висунута Комуністичною партією України).
До складу Чонгарської сільської ради входить 20 депутатів, серед яких один депутат обрана від Залізничного за округом, поділеним із Атаманню (висунута ВО «Батьківщина»).
Селище Залізничне разом з Попівкою приєднане до постійної виборчої дільниці № 650229 в Атамані, яка розташована в приміщенні початкової школи на вулиці Леніна, 41/4 (до запровадження в 2012 році постійних виборчих дільниць сільська дільниця також розміщувалася в клубі). Результати виборів:
- Парламентські вибори 2002 (з Атаманню та Попівкою): зареєстровано 300 виборців, явка 81,00%, найбільше голосів віддано за Комуністичну партію України — 48,15%, за Соціалістичну партію України — 12,76%, за Соціал-демократичну партію України (об'єднану) — 11,93%. В одномандатному окрузі результати виборів невідомі[12].
- Вибори Президента України 2004 (третій тур; з Атаманню): зареєстровано 213 виборців, явка 77,46%, з них за Віктора Януковича — 75,76%, за Віктора Ющенка — 18,18%[13].
- Парламентські вибори 2006 (з Атаманню та Попівкою): зареєстровано 292 виборці, явка 68,84%, найбільше голосів віддано за Партію регіонів — 47,76%, за Блок Юлії Тимошенко — 16,42%, за Соціалістичну партію України — 11,44%[14].
- Парламентські вибори 2007 (з Атаманню та Попівкою): зареєстровано 288 виборців, явка 57,99%, найбільше голосів віддано за Партію регіонів — 50,30%, за Блок Юлії Тимошенко — 25,15%, за блок «Наша Україна — Народна самооборона» — 8,98%[15].
- Вибори Президента України 2010 (перший тур; з Атаманню та Попівкою): зареєстровано 268 виборців, явка 63,81%, найбільше голосів віддано за Віктора Януковича — 46,78%, за Юлію Тимошенко — 19,88%, за Сергія Тігіпка — 13,45%[16].
- Вибори Президента України 2010 (другий тур; з Атаманню та Попівкою): зареєстровано 266 виборців, явка 67,67%, з них за Віктора Януковича — 61,11%, за Юлію Тимошенко — 35,56%[17].
- Парламентські вибори 2012 (з Атаманню та Попівкою): зареєстровано 250 виборців, явка 59,60%, найбільше голосів віддано за Партію регіонів — 52,35%, за Всеукраїнське об'єднання «Батьківщина» — 22,15%, за Комуністичну партія України — 17,45%[18]. В одномандатному окрузі найбільше голосів отримав Хлань Сергій Володимирович («Україна — Вперед!») — 33,56%, за Опанащенка Михайла Володимировича (ПР) — 28,86%, за Пінаєва Олександра Вікторовича (самовисування) — 11,41%[19].
- Вибори Президента України 2014 (з Атаманню та Попівкою): зареєстровано 229 виборців, явка 54,59%, найбільше голосів віддано за Петра Порошенка — 30,40%, за Сергія Тігіпка — 21,60%, за Юлію Тимошенко — 10,40%[20].
- Парламентські вибори 2014 (з Атаманню та Попівкою): зареєстровано 246 виборців, явка 45,93%, найбільше голосів віддано за Партію Сергія Тігіпка «Сильна Україна» — 26,55%, за Радикальну партію Олега Ляшка — 10,62%, за «Блок Петра Порошенка» — 9,73%[21]. В одномандатному окрузі найбільше голосів отримав Кістечок Олександр Дмитрович (самовисування) — 36,28%, за Хланя Сергія Володимировича (БПП) — 24,78%, за Збаровського Петра Миколайовича («Сильна Україна») — 10,62%[22].

## Пам'ятки
Єдиною пам'яткою Залізничного є братська могила воїнів Радянської Армії та підпільників — бетонна скульптура заввишки 5,5 м роботи Запорізьких художніх майстерень, встановлена у 1946 році. Розташована на північ від селища біля залізниці у бік села Чонгара (46°1′31.3″ пн. ш. 34°31′29.6″ сх. д. / 46.025361° пн. ш. 34.524889° сх. д.). У могилі поховано 136 воїнів Червоної армії-учасників Громадянської та Другої світової війни, з яких ідентифіковано лише 5. Пам'ятка історії місцевого значення з 1983 року (охоронний номер 499).